# An Phú, Mỹ Đức
An Phú là một xã thuộc huyện Mỹ Đức, thành phố Hà Nội, Việt Nam.
Xã có diện tích 22,97 km², dân số năm 1999 là 6.511 người, mật độ dân số đạt 283 người/km².